# 高橋区
高橋区（こうきょう-く）は中華人民共和国上海市にかつて存在した県。現在の浦東新区の一部に相当する。

## 歴史
区名は区内に位置する高橋鎮に由来する。
1927年（民国16年）に設置された。1956年に楊思区及び洋涇区と合併し東郊区に再編された。